# Boris Grigorjewitsch Tschuchnowski

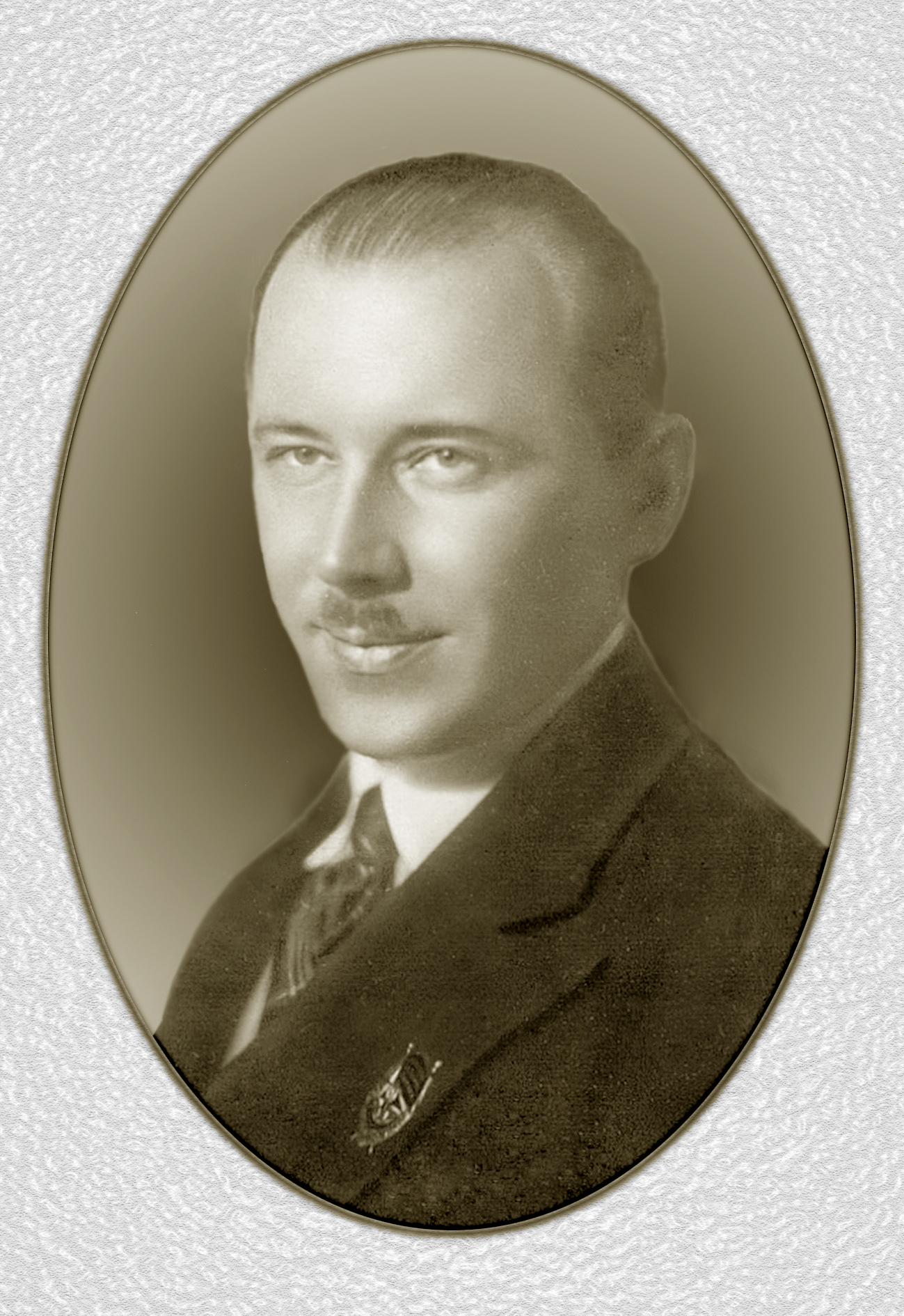
Boris Grigorjewitsch Tschuchnowski

Boris Grigorjewitsch Tschuchnowski (russisch Борис Григорьевич Чухновский; * 28. Märzjul. / 9. April 1898greg. in St. Petersburg; † 30. September 1975 in Moskau) war ein russisch-sowjetischer Pilot, der als einer der Ersten die Arktis überflog.

## Leben
Als Vierjähriger kam Tschuchnowski mit seiner Familie nach Gattschina. 1910 wurden dort ein Flugplatz angelegt und die erste russische Luftfahrtschule gegründet. Er besuchte die Realschule Gattschina mit Abschluss 1915. Das duale Studium an der Petrograder Marinepilotenschule mit zwei Jahren Studium am Petrograder Polytechnischen Institut und praktischer Pilotenausbildung schloss er 1917 ab. Er diente dann in der Marine. Nach der Oktoberrevolution nahm er am russischen Bürgerkrieg in der Flugbrigade der Wolga-Kaspisches-Meer-Flottille der Roten Armee teil. In Baku lernte er den Piloten und späteren Flugzeugbauer Wiktor Lwowitsch Körber kennen. 1920 wurde er auf die Krim geschickt und diente in Sewastopol.
Tschuchnowski nahm 1924 und 1925 an der Hydrographischen Nordexpedition teil und unternahm 1924 mit Otto Arturowitsch Kalwiz den ersten Flug in die Arktis nach Nowaja Semlja mit einer Junkers Ju 20. Auf einem weiteren Flug war der Maler und Polarforscher Nikolai Pinegin sein Beobachter.
Als 1925 Körber nach Leningrad versetzt wurde, schlug Tschuchnowski ihm vor, ein Kleinflugzeug mit extrem geringer Landegeschwindigkeit für die Luftfahrt in der Arktis zu bauen, das von einem Schiff auf das Eis abgesetzt und auf kleiner Fläche gestartet werden konnte. Das Flugzeug wurde gebaut und flog gut, fand aber kein Interesse. so dass Körber nun begann, ein entsprechendes Amphibienflugzeug nach dem Vorbild der Dornier Libelle zu konstruieren.
1928 beteiligte Tschuchnowski sich an der Rettung der überlebenden Mannschaft des verunglückten Luftschiffs Italia nahe der Insel Foynøya. Der Eisbrecher Krassin brachte ihn mit einer Junkers JuG-1 nach Spitzbergen. Nach Aufklärungsflügen entdeckte er am 10. Juli 1928 Umberto Nobiles Lager auf dem Eis und warf Vorräte ab. Am nächsten Tag entdeckte er auf dem Eis zwei Italiener, die das Lager vor einem Monat verlassen hatten und nach Spitzbergen wollten. Auf dem Rückflug musste Tschuchnowski auf dem Eis notlanden, wobei das Flugzeug beschädigt wurde. Über Funk alarmierte er den Eisbrecher Krassin, der zuerst die Italiener holen sollte, so dass er mit seiner Besatzung fünf Tage auf dem Eis ausharrte.
1932 wollte Tschuchnowski Wladimir Jewgrafowitsch Tatlins Ornithopter Letatlin erproben, was dann aber wegen Schäden an dem Ornithopter nicht möglich war.
Tschuchnowski wünschte sich ein Spezialflugzeug für den Einsatz in der Arktis wie auch der Arktis-Pilot Michail Sergejewitsch Babuschkin. Darauf konstruierte Robert Ljudwigowitsch Bartini 1933 entsprechend den Anforderungen Tschuchnowskis das Wasserflugzeug Bartini DAR, das dann Körber baute und von Tschuchnowski erprobt wurde (1935–1936).
1937–1938 beteiligte sich Tschuchnowski an der Suche nach dem bei einem Rekordflug über den Nordpol verschollenen Sigismund Alexandrowitsch Lewanewski.
Am Deutsch-Sowjetischen Krieg nahm Tschuchnowski in der Nordflotte teil mit Beförderung zum Oberst. Nach dem Krieg war er weiter in der Arktis-Luftfahrt tätig. Zuletzt lebte er in Moskau.
Tschuchnowski wurde in Gattschina begraben.
Tschuchnowskis Namen tragen Straßen in Dnipro, Koltschugino, Omsk, Rostow am Don, Schachty und Furmanow. In Michail Kalatosows Abenteuerfilm Das rote Zelt wurde Tschuchnowski von Nikita Sergejewitsch Michalkow gespielt.

## Ehrungen, Preise
- Leninorden[4]
- Rotbannerorden (dreimal)[4]
- Medaille „Für die Verteidigung des sowjetischen Polargebietes“
- Medaille „Sieg über Deutschland“
- Medaille „20. Jahrestag des Sieges im Großen Vaterländischen Krieg 1941–1945“
- Medaille „30. Jahrestag des Sieges im Großen Vaterländischen Krieg 1941–1945“
- Jubiläumsmedaille „XX Jahre Rote Arbeiter-und-Bauern-Armee“
- Medaille „30 Jahre Sowjetarmee und Flotte“
- Medaille „40 Jahre Streitkräfte der UdSSR“
- Medaille „50 Jahre Streitkräfte der UdSSR“